# El maleficio
El maleficio es una telenovela mexicana de 1983, producción de la cadena Televisa.
Fue escrita por Fernanda Villeli y dirigida por Raúl Araiza. Está protagonizada antagónicamente por Ernesto Alonso junto con Jacqueline Andere y con las actuaciones estelares de Norma Herrera, María Sorté y Carmen Montejo, entre otros.
Es la primera telenovela que toca el tema de la brujería y el ocultismo. Tuvo una secuela en cine El maleficio II (Los enviados del infierno)  protagonizada por el mismo Ernesto Alonso, Lucia Mendez, y Armando Araiza en 1986. La autora Fernanda Villeli publicó una versión novelizada de la historia.

## Sinopsis
Beatriz es una respetable viuda, que desde la muerte de su esposo ha vivido dedicada a la crianza de sus hijos, Vicky y Juanito, junto a su suegra Doña Emilia. Beatriz conoce al poderoso millonario Enrique de Martino, quien la deslumbra con sus atenciones y acepta casarse con él.
La vida de Beatriz y sus hijos se altera al mudarse a la Mansión de Martino, donde entran en contacto con los extraños hijos de Enrique: el perverso Jorge, el dulce pero confuso César y el enigmático Raúl. Beatriz descubre que su esposo puede ser muy ruin y que él empujó al alcoholismo a su primera esposa Nora. Mientras tanto, Juanito tiene poderes paranormales que se despiertan al entrar en contacto con la atmósfera maligna que rodea a su padrastro. 
Enrique en realidad es un hechicero que ha hecho su fortuna gracias a las malas artes,  rinde culto a un ente diabólico al cual denomina «Bael» y se manifiesta a través de un cuadro que Enrique guarda celosamente en su oficina.  Constantemente acude a brujos de la ciudad de Oaxaca, topándose a veces con Teodora, sacerdotisa oriunda de Oaxaca, quien es la contraparte de Enrique, al ser ella una bruja blanca que se dedica a sanar y ayudar a las personas.   
A requerimiento de su fraternidad (mafia) dirigida por un italiano radicado en Nueva York, Luiggi, toma como misión elegir a su sucesor, que debía ser tan o más despiadado que él. Luego de numerosas pruebas, al parecer Jorge lleva la delantera. Pero en algunas misiones, él desobedece, generalmente llevado por una ambición personal muy desmedida, lo cual hace dudar a Enrique de darle la sucesión a Jorge, pero no hay otra persona de tanta maldad. 
Ricardo Ayala, esposo de Beatriz, en realidad no ha muerto y reaparece en su vida fingiendo ser su gemelo Roberto, al que en realidad la fraternidad había asesinado. Ricardo se horroriza al ver la mala influencia que De Martino ejerce sobre su familia. En medio de todo, Jorge abusa de Vicky y la embaraza. Vicky se casa con Jorge obligados por Enrique, en contra de la voluntad de Beatriz y del mismo Jorge. Ante este hecho, Jorge pierde definitivamente la probable línea de sucesión en la fraternidad, debido a que dentro de toda la maldad había unos extraños principios de bien que no se debían transgredir. Uno de ellos era «no se debe negar nunca la sangre» y Jorge pretendió desconocer a su hijo. Debido a esto, está por ocurrir lo peor. Enrique ha escogido a Juanito para que sea su sucesor.

## Elenco
- Jacqueline Andere - Beatriz Ayala Vda. de Castellanos / de De Martino
- Ernesto Alonso - Enrique De Martino
- Norma Herrera - Nora Valdés
- Humberto Zurita - Jorge de Martino Valdés
- Carmen Montejo - Doña Emilia González Vda. de Castellanos
- Sergio Jiménez - Raúl de Martino / Damián Juárez
- María Sorté - Patricia Lara
- Erika Buenfil - Victoria "Vicky" Castellanos Ayala de De Martino
- Emilia Carranza - María de Reyna
- Gloria Mayo - Eva Von Meyer
- Arsenio Campos - Álvaro Rojas
- Sergio Goyri - César de Martino Valdés
- Rebecca Jones - Ruth Reyna
- Eduardo Yáñez - Diego Rosales
- Alba Nydia Díaz - Sara Martínez
- Alfredo Leal - Ricardo Castellanos González / Roberto Castellanos González
- Jorge del Campo - Felipe Reyna
- Alfonso Meza - Teniente Larios
- Patricia Reyes Spíndola - Teodora
- Carlos Bracho - Pedro Jiménez
- Gina Romand - Alicia
- Armando Araiza - Juan "Juanito" Castellanos Ayala
- Ana Patricia Rojo - Liliana
- Mónica Martell - Alma Bauer
- Raquel Olmedo - Yuliana Pietri
- Héctor Sáez - Joao Silveira
- Myrrah Saavedra - Casandra
- Julio Monterde - Padre Romero
- Nerina Ferrer - Lorena Montes
- Bárbara Hermen - Lourdes "Lulú"
- Guillermo Aguilar - Meyer
- Malena Doria - Soledad Alcázar / Sra. Montoya
- Angélica Chain - Cinthia
- Eduardo Liñán - Alberto Pietri
- María Elena Marchant - Carmen Martínez
- Carmen Belén Richardson - Inés
- Luis Enrique Guzmán Pinal - Francisco "Paco"
- Miguel Palmer - Armando
- Xavier Masse - Luiggi
- Rey Pascual - Rioja
- Eric del Castillo - Carlos Reyes
- Alejandro Camacho - Arturo

## Censurada en Chile
La telenovela fue transmitida por el Canal 13 de la Universidad Católica de Chile a fines de 1983, pero solo se emitieron un par de capítulos, puesto que el guion de la telenovela mencionaba la idea de hacer negocios con aquel país, las cuales luego de discusiones no se ejecutaban debido a la naturaleza dictatorial del gobierno. Sin embargo años después, El maleficio fue emitida en dicho país.

## Premios y nominaciones

### Premios TVyNovelas 1984
| Categoría                  | Nominado(a)       | Resultado |
| -------------------------- | ----------------- | --------- |
| Mejor telenovela           | Ernesto Alonso    | Nominado  |
| Mejor actriz protagónica   | Jacqueline Andere | Nominada  |
| Mejor actor protagónico    | Ernesto Alonso    | Ganador   |
| Mejor villano              | Humberto Zurita   | Ganador   |
| Mejor revelación femenina  | Erika Buenfil     | Nominada  |
| Mejor revelación masculina | Sergio Goyri      | Ganador   |
| Mejor actuación infantil   | Armando Araiza    | Ganador   |
| Mejor actuación infantil   | Ana Patricia Rojo | Ganadora  |

### Premios La Maravilla
| Categoría                  | Nominado(a)     | Resultado |
| -------------------------- | --------------- | --------- |
| Mejor telenovela           | Ernesto Alonso  | Ganador   |
| Mejor villano              | Ernesto Alonso  | Ganador   |
| Mejor actriz de reparto    | Norma Herrera   | Nominada  |
| Mejor actor de reparto     | Humberto Zurita | Ganador   |
| Mejor actriz experimentada | Carmen Montejo  | Nominada  |

### Premios ACE
| Año  | Categoría                    | Nominado(a)     | Resultado |
| ---- | ---------------------------- | --------------- | --------- |
| 1985 | Mejor programa escénico      | Ernesto Alonso  | Ganador   |
| 1985 | Mejor actriz                 | Norma Herrera   | Ganadora  |
| 1985 | Mejor co-actuación masculina | Humberto Zurita | Ganador   |
| 1985 | Mejor director               | Raúl Araiza     | Ganador   |

- Datos: Q6338760